# Regione di Tanintharyi
La Regione di Tanintharyi (in precedenza chiamata Divisione di Tanintharyi o Divisione del Tenasserim) è una delle suddivisioni amministrative di primo livello della Birmania.
La regione è situata lungo la costa all'estremo sud dello Stato. Ad ovest si affaccia sul mar delle Andamane, ad est e sud confina con la Thailandia e a nord con lo Stato Mon. 
Il capoluogo della divisione è Dawei (Tavoy). Altre città importanti sono Mergui nel centro e Kawthaung, situata nel punto più meridionale dell'intera Birmania.

## Storia
Per lungo tempo la regione è stata contesa tra i regni che si sono succeduti in Birmania e quelli che si sono succeduti nel Siam, l'odierna Thailandia. Appartenne ai birmani del Regno di Pagan tra la metà dell'XI secolo e la fine del XIII secolo. In seguito divenne parte dei regni siamesi di Sukhothai prima e di Ayutthaya dopo. Fu riconquistata nel 1564 dal re birmano Bayinnaung del Regno di Taungù, ma ricadde in mani siamesi tra il 1593 ed il 1599. La parte settentrionale fu ripresa dai birmani nel 1614, mentre quella meridionale rimase ad Ayutthaya fino al 1765, quando tornò a far parte della Birmania, riunificata dalla Dinastia Konbaung. Due anni più tardi le truppe birmane avrebbero espugnato e raso al suolo Ayutthaya.
Alla fine della prima guerra anglo-birmana, nel 1826, il Tenasserim divenne parte dell'impero britannico attraverso il Trattato di Yandaboo. Con l'indipendenza della Birmania, nel 1948 la parte nordorientale del Tenasserim, divenne lo Stato Karen (chiamato anche Stato Kayin). Lo Stato Mon, posto tra il Tenasserim e lo Stato Karen, fu creato nel 1974 e la capitale del Tenasserim fu spostata da Moulmein a Tavoy. Nel 1989, al nome di Tenasserim venne affiancato quello di Tanintharyi.

## Divisione amministrativa
La regione è suddivisa in quattro distretti e 10 Township, i distretti sono i seguenti:
- Distretto di Dawei
- Distretto di Myeik
- Distretto di Bokpyin
- Distretto di Kawthoung